# Rebais
Rebais és un municipi francès, situat al departament de Sena i Marne i a la regió de Illa de França. L'any 2007 tenia 2.104 habitants.
Forma part del cantó de Coulommiers, del districte de Provins i de la Comunitat de comunes dels Deux Morin.

## Demografia

### Població
El 2007 la població de fet de Rebais era de 2.104 persones. Hi havia 775 famílies, de les quals 205 eren unipersonals (89 homes vivint sols i 116 dones vivint soles), 229 parelles sense fills, 256 parelles amb fills i 85 famílies monoparentals amb fills.
La població ha evolucionat segons el següent gràfic:
Habitants censats

### Habitatges
El 2007 hi havia 882 habitatges, 793 eren l'habitatge principal de la família, 24 eren segones residències i 65 estaven desocupats. 600 eren cases i 279 eren apartaments. Dels 793 habitatges principals, 466 estaven ocupats pels seus propietaris, 296 estaven llogats i ocupats pels llogaters i 31 estaven cedits a títol gratuït; 9 tenien una cambra, 55 en tenien dues, 185 en tenien tres, 221 en tenien quatre i 322 en tenien cinc o més. 520 habitatges disposaven pel capbaix d'una plaça de pàrquing. A 380 habitatges hi havia un automòbil i a 286 n'hi havia dos o més.

### Piràmide de població
La piràmide de població per edats i sexe el 2009 era:
| Homes | Edats   | Dones |
| ----- | ------- | ----- |
| 0     | 95 o +  | 4     |
| 9     | 90 a 94 | 29    |
| 24    | 85 a 89 | 43    |
| 5     | 80 a 84 | 19    |
| 41    | 75 a 79 | 55    |
| 30    | 70 a 74 | 51    |
| 56    | 65 a 69 | 39    |
| 57    | 60 a 64 | 45    |
| 31    | 55 a 59 | 27    |
| 59    | 50 a 54 | 48    |
| 68    | 45 a 49 | 62    |
| 75    | 40 a 44 | 95    |
| 40    | 35 a 39 | 64    |
| 77    | 30 a 34 | 66    |
| 64    | 25 a 29 | 68    |
| 44    | 20 a 24 | 57    |
| 69    | 15 a 19 | 77    |
| 65    | 10 a 14 | 67    |
| 66    | 5 a 9   | 70    |
| 57    | 0 a 4   | 36    |

## Economia
El 2007 la població en edat de treballar era de 1.272 persones, 913 eren actives i 359 eren inactives. De les 913 persones actives 790 estaven ocupades (418 homes i 372 dones) i 124 estaven aturades (47 homes i 77 dones). De les 359 persones inactives 132 estaven jubilades, 102 estaven estudiant i 125 estaven classificades com a «altres inactius».

### Ingressos
El 2009 a Rebais hi havia 821 unitats fiscals que integraven 2.061 persones, la mediana anual d'ingressos fiscals per persona era de 17.274,5 €.

### Activitats econòmiques
Dels 129 establiments que hi havia el 2007, 2 eren d'empreses extractives, 3 d'empreses alimentàries, 1 d'una empresa de fabricació de material elèctric, 16 d'empreses de fabricació d'altres productes industrials, 22 d'empreses de construcció, 17 d'empreses de comerç i reparació d'automòbils, 9 d'empreses de transport, 9 d'empreses d'hostatgeria i restauració, 7 d'empreses financeres, 2 d'empreses immobiliàries, 12 d'empreses de serveis, 21 d'entitats de l'administració pública i 8 d'empreses classificades com a «altres activitats de serveis».
Dels 41 establiments de servei als particulars que hi havia el 2009, 1 era una oficina d'administració d'Hisenda pública, 1 gendarmeria, 1 oficina de correu, 4 oficines bancàries, 1 funerària, 4 tallers de reparació d'automòbils i de material agrícola, 1 autoescola, 3 paletes, 2 guixaires pintors, 5 fusteries, 2 lampisteries, 2 empreses de construcció, 4 perruqueries, 1 veterinari, 7 restaurants, 1 agència immobiliària i 1 saló de bellesa.
Dels 9 establiments comercials que hi havia el 2009, 1 era un hipermercat, 1 una gran superfície de material de bricolatge, 1 una botiga de més de 120 m², 3 fleques, 1 una fleca, 1 una peixateria i 1 una joieria.
L'any 2000 a Rebais hi havia 9 explotacions agrícoles que ocupaven un total de 1.008 hectàrees.

## Equipaments sanitaris i escolars
L'únic equipament sanitari que hi havia el 2009 era una farmàcia.
El 2009 hi havia 1 escola maternal i 1 escola elemental. Rebais disposava d'un col·legi d'educació secundària amb 508 alumnes.

## Poblacions més properes
El següent diagrama mostra les poblacions més properes.